# 丙环定

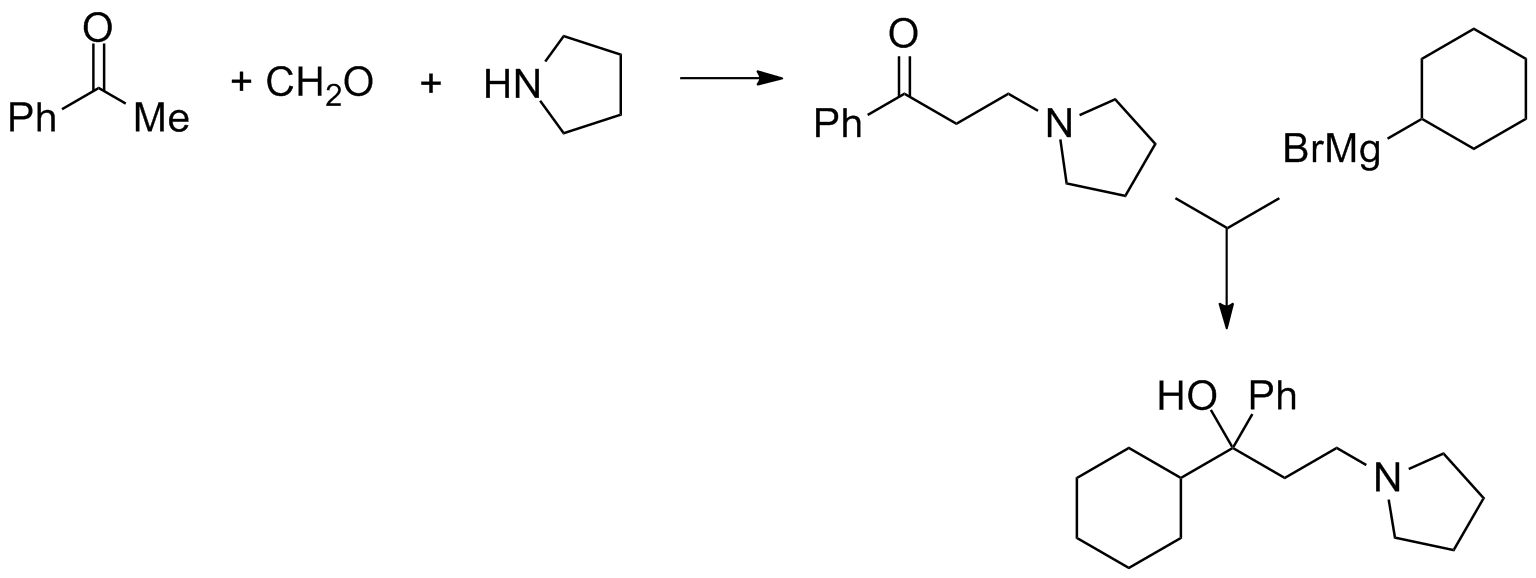
丙环定的合成方式1

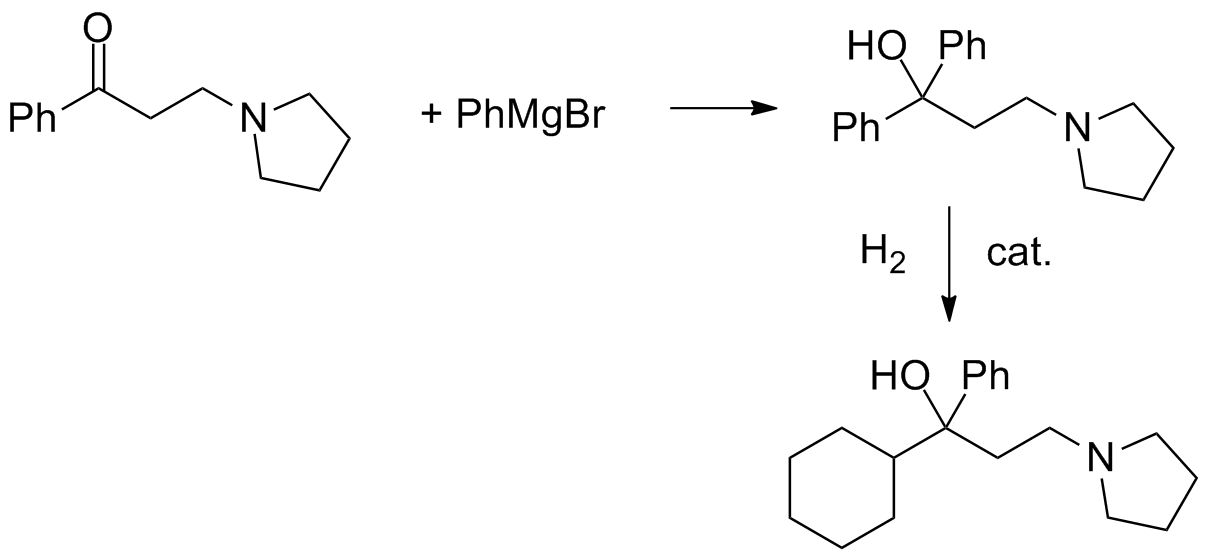
丙环定的合成方式2

丙环定是一种含氮有机化合物，分子式C19H29NO，通常以盐酸盐的形式存在，可作为抗膽鹼劑。